# Ниндорф (Мельдорф)
Ниндорф (нем. Nindorf) — община в Германии, в земле Шлезвиг-Гольштейн.
Входит в состав района Дитмаршен. Подчиняется управлению КЛьГ Мельдорф-Ланд. Население составляет 1201 человек (на 31 декабря 2010 года). Занимает площадь 8,72 км².